# Трнавац (Плитвичка Језера)
Трнавац је насељено мјесто у Лици, у општини Плитвичка Језера, Личко-сењска жупанија, Република Хрватска.

## Географија
Трнавац је удаљен око 17 км западно од Коренице.

## Историја
Трнавац се од распада Југославије до августа 1995. године налазио у Републици Српској Крајини. До територијалне реорганизације у Хрватској насеље се налазило у саставу бивше велике општине Кореница.

## Култура
У Трнавцу се налазио храм Српске православне цркве Покров Пресвете Богородице, саграђен 1896. године, а срушен у Другом свјетском рату. Припада парохији Крбавица у Архијерејском намјесништву личком Епархије Горњокарловачке.

## Становништво
Према попису из 1991. године, насеље Трнавац је имао 37 становника, који су сви били српске националности. Према попису становништва из 2001. године, Трнавац је имао само 4 становника. Према попису становништва из 2011. године, насеље Трнавац је имало 10 становника.
| Националност       | 1991. | 1981. | 1971. | 1961. |
| Срби               | 37    | 60    | 96    | 184   |
| Југословени        |       |       |       |       |
| Хрвати             |       |       |       |       |
| остали и непознато |       | 1     |       | 1     |
| Укупно             | 37    | 61    | 96    | 185   |

| Демографија | Демографија | Демографија |
| Година      | Становника  | Становника  |
| ----------- | ----------- | ----------- |
| 1961.       | 185         |             |
| 1971.       | 96          |             |
| 1981.       | 61          |             |
| 1991.       | 37          |             |
| 2001.       | 4           |             |
| 2011.       |             | 10          |

## Знамените личности
- Миле Станковић, српски филмски и позоришни глумац